# Дине Гогов
Дине Кръстев Гогов (на английски: Dine K. Gogoff) е български революционер, деец на Вътрешната македоно-одринска революционна организация, емигрантски деец в Канада.

## Биография
Гогов е роден в 1888 година в леринското село Баница, тогава в Османската империя, днес Веви, Гърция. Привлечен е във ВМОРО от Дзоле Гергев, Тане Стойчев и Алеко Джорлев. По време на Илинденско-Преображенското въстание през лятото на 1903 година е куриер между четите на Пандил Шишков и Мице Цицков.
След въстанието, в 1905 година емигрира в Америка, но се завръща в 1907 година и отново започва да се занимава с революционна дейност, като става терорист на ВМОРО под ръководството на Дзоле Гергев.
След Младотурската революция в 1908 година се легализира и в 1909 година отново емигрира в Америка.
При избухването на Балканската война в 1912 година с голяма група македонски българи през Загреб и Белград се завръща в България и се записва доброволец в Македоно-одринското опълчение. Сръбските власти отказват да им дадат транспорт и те са принудени да ходят пеша от Белград до Цариброд. В Саран бей Гогов постъпва в разузнаването на една от опълченските дружини. Взима участие в освобождението на Дедеагач и в боя при Кешан, в което е пленен Мехмед Явер паша.
През Междусъюзническата война в 1913 година влиза в Сборната партизанска рота на МОО, под командването на Васил Чекаларов и Иван Попов. Участва в сражението при Нъте, в което гърците дават 150 убити. При Баница се разделят с Чекаларов, който продължава на юг към Костурско. Четата е предадена, докато се крие в блатата при Айтос и е разбита. Гогов е пленен и затворен в Лерин, където е бит в затвора с отрязаната глава на Чекаларов. Преместен е в Солун, където е държан в трюма на параход заедно с Никола Кузинчев, Васил Иванов и Андон Юруков. След два месеца успяват да подкупят човек, който да осведоми за тях руския консул Александър Беляев и след негова намеса са изправени пред съд. Гогов е осъден на смърт, но отново след намесата на руския и италианския консул, присъдата му е заменена с доживотен затвор. Лежи в Еди куле в Солун, а след това във Военния затвор в Атина и в Пирея. Със застъпничеството на руския консул Калярчев е освободен и с румънски параход пристига в Цариград, а оттам с български в Бургас. Установява се в София.
Скоро емигрира в Канада, където взима участие в обществения живот на българската македонска емиграция.
Умира в 1958 година в Торонто и е погребан в гробището „Маунт Плезънт“.